# Jarosław Szarek
Jarosław Jan Szarek (ur. 9 stycznia 1963 w Czechowicach-Dziedzicach) – polski historyk i publicysta, w latach 2016–2021 prezes Instytutu Pamięci Narodowej, a od 2023 dyrektor Muzeum Armii Krajowej w Krakowie.

## Życiorys
Od 1981 współpracował z lokalną „Solidarnością” w Czechowicach-Dziedzicach. W stanie wojennym zajmował się m.in. dystrybucją i drukiem wydawnictw drugiego obiegu. W drugiej połowie lat 80. był współpracownikiem niejawnego Bielskiego Komitetu Oporu Społecznego założonego przez Janusza Okrzesika i Artura Kasprzykowskiego, gdzie zajmował się drukiem i był inicjatorem wydawania periodyku „Solidarni”.
W 1991 ukończył studia historyczne na Wydziale Filozoficzno-Historycznym Uniwersytetu Jagiellońskiego. Stopień doktora nauk humanistycznych w zakresie historii uzyskał na Wydziale Historii i Dziedzictwa Kulturowego Uniwersytetu Papieskiego Jana Pawła II w Krakowie w 2011 na podstawie pracy pt. Działalność Służby Bezpieczeństwa wobec młodzieży akademickiej Krakowa w latach 1970–1980, przygotowanej pod kierunkiem Ryszarda Terleckiego (recenzentami byli Andrzej Nowak i ks. Jan Szczepaniak).
W latach 1992–1997 pracował w dzienniku „Czas Krakowski”, publikował także m.in. w „Gazecie Polskiej”, „Nowym Państwie”, „Gościu Niedzielnym”, „Dzienniku Polskim” i „Naszym Dzienniku”. Wszedł w skład redakcji tygodnika „Źródło” i dwumiesięcznika „Arcana”. Od 1998 do 1999 był redaktorem naczelnym „Kroniki XX wieku: Polska i świat”.
W 2000 zatrudniony w oddziale krakowskim Instytutu Pamięci Narodowej, w ramach pracy w IPN był m.in. współautorem serii popularnonaukowej Z archiwów bezpieki – nieznane karty PRL (2006–2010) oraz serii książek dla dzieci Kocham Polskę (2007–2016). W latach 2009–2012 był członkiem rady programowej Radia Kraków. Odszedł z niej w geście protestu przeciwko nieprzyznaniu miejsca na multipleksie dla Telewizji Trwam.
18 lipca 2016 Kolegium IPN rekomendowało jego kandydaturę na stanowisko prezesa Instytutu Pamięci Narodowej. 21 lipca 2016 Sejm, stosunkiem głosów 256 za, 166 przeciw i 13 wstrzymujących, wybrał go na prezesa IPN. Przeciwko jego rekomendacji na to stanowisko sprzeciwiali się działacze Platformy Obywatelskiej. Tego samego dnia Senat, stosunkiem głosów 59 za, 18 przeciw i 1 wstrzymujący się, zgodził się na ten wybór. 22 lipca 2016 Jarosław Szarek złożył przed Sejmem ślubowanie, obejmując urząd prezesa IPN. Zakończył pełnienie funkcji 23 lipca 2021 w związku z zaprzysiężeniem Karola Nawrockiego na jego następcę.
Od 1 października 2023 dyrektor Muzeum Armii Krajowej w Krakowie. 

## Wypowiedzi, krytyka i opinie
Kontrowersje i krytykę części środowiska historyków i publicystów wzbudziły liczne wypowiedzi Jarosława Szarka jako dyrektora Instytutu Pamięci Narodowej. O zwycięstwie polskim w bitwie warszawskiej powiedział, że „uratowało nie tylko Rzeczpospolitą, ale łacińską cywilizację przed zagładą (...)”. Porozumienia Okrągłego Stołu nazwał „drugą Jałtą i porozumieniem ponad Polakami”. Obarczył Niemców, wbrew badaniom historycznym i ustaleniom samego IPN-u, odpowiedzialnością za pogrom w Jedwabnem. Polskie elity po 1945 nazwał „lumpenelitami”. W swoich publikacjach gloryfikował także udział dzieci w powstaniu warszawskim. Potwierdził również tezę jakoby Lech Wałęsa miał współpracować z SB jako TW Bolek.
4 października 2017 w przemówieniu do studentów Akademii Sztuki Wojennej stwierdził, że „armia Rzeczypospolitej odniosła zwycięstwo w bitwie pod Legnicą w 1241 i tym samym uratowała Europę”. Pozbawiona całkowicie prawdy historycznej wypowiedź Jarosława Szarka została umieszczona na oficjalnym facebookowym profilu IPN.
W maju 2018 w wywiadzie dla „Naszego Dziennika” ostro skrytykował i zarzucił kłamstwa badaczom z Centrum Badań nad Zagładą Żydów. Zasugerował w swojej wypowiedzi, że granty otrzymywane przez instytucję są nagrodą za pisanie złych rzeczy o Polakach i szerzenie antypolonizmu. Bronił również uznanych za antysemickie wypowiedzi prof. Krzysztofa Jasiewicza.
Dr hab. Adam Leszczyński, profesor w Instytucie Studiów Politycznych PAN, związany z Gazetą Wyborczą, Krytyką Polityczną i współzałożyciel portalu OKOpress wyraził się o jego działalności następująco: Prezes IPN Jarosław Szarek prawie nie ma dorobku naukowego. Napisał za to wiele książeczek dla dzieci, w których uczy ich bogoojczyźnianej historii Polski – zawsze heroicznej, zawsze cierpiącej, zawsze katolickiej i szlacheckiej, bez mniejszości narodowych i chłopów.
Z kolei publicysta Gazety Wyborczej Wojciech Czuchnowski powiedział o nim: Jarosław Szarek, nowy prezes z partyjnego nadania, zrezygnował z pozorów pluralizmu. Z IPN musieli odejść tacy naukowcy jak: Antoni Dudek, Andrzej Friszke czy Krzysztof Persak. Ich miejsca zajmują ludzie bez dorobku, za to o poglądach, które dyskwalifikują ich jako pracowników państwowej instytucji.
Kiedy stanowisko prezesa zajmował Jarosław Szarek IPN często był oskarżany o fałszowanie historii i uprawianie polityki historycznej przychylnej rządzącemu w latach 2015–2023 Prawu i Sprawiedliwości.

## Wybrane publikacje
Autor
- Wojna z narodem, Warszawa 2006.
- Czarne juwenalia, Kraków 2007.
- Powstanie Styczniowe. Zryw wolnych Polaków, Kraków 2013.
- Przebudzenie Polaków. 1920 Prawdziwy cud nad Wisłą, Kraków 2015.

Współautor
- Czy ktoś przebije ten mur? Sprawa Stanisława Pyjasa, Kraków 2001.
- Stan wojenny w Małopolsce w relacjach świadków, Kraków 2002.
- Polska. Historia 1943–2003, Kraków 2003.
- Stan wojenny w Małopolsce. Relacje i dokumenty, Kraków 2005.
- Ofiara Sprawiedliwych. Rodzina Ulmów – oddali życie za ratowanie Żydów, Kraków 2004.
- Droga do niepodległości. Solidarność 1980–2005, Warszawa 2005.
- Królowo Polski, przyrzekamy! Jasnogórskie Śluby Narodu Polskiego, Kraków 2006.
- Kronika komunizmu w Polsce, Kraków 2006.
- Zakopiańska „Solidarność” 1980–1989, Kraków-Zakopane 2006.
- Po dwóch stronach barykady, Kraków 2007.
- Kościół w godzinie próby 1945–1989; Kraków 2008.
- Kronika komunizmu w Polsce, Kraków 2009.
- Zaczęło się w Polsce 1939–1989, Warszawa 2009.
- W cieniu czerwonej gwiazdy. Zbrodnie sowieckie na Polakach (1917–1956), Kraków 2010.
- Jestem św. Andrzej Bobola. Zacznijcie mnie czcić, Kraków 2016.

## Odznaczenia
- Krzyż Kawalerski Orderu Odrodzenia Polski – 2023[32].
- Złoty Krzyż Zasługi – 2007[33]
- Odznaka okolicznościowa Medal Stulecia Utworzenia Policji Państwowej – 2019[34]
- Krzyż Kawalerski Orderu Węgierskiego Zasługi (cywilny)[35]
- Nagroda im. Sługi Bożego Jerzego Ciesielskiego - 2023